# Escudo de Paraná
El Escudo de armas de Paraná es, junto con la bandera, el himno y el sello, uno de los cuatro símbolos oficiales del Estado de Paraná.
Alfredo Emilio Andersen ejecutó el proyecto para el escudo de armas del Estado de Paraná, diseño que se encuentra en la Ley n.º 904 del 21 de marzo de 1910. El escudo fue modificado varias veces, pero la figura del segador, ideado por Andersen, continua presente hasta la última alteración, en 1990. Ya que el actual escudo de armas fue establecido en la misma fecha de la bandera, 31 de marzo de 1947, y restablecido por el Decreto-Ley n.º 5713, del 27 de mayo de 2002, después de la decisión de inconstitucionalidad por el Supremo Tribunal Federal de la Ley Complementaria n.º 52, del 24 de septiembre de 1990.
Forman el escudo de armas paranaense un escudo portugués presentando un campo rojo, color de las fértiles tierras del estado septentrional, donde la figura del agricultor cultiva la tierra. Encima de este un sol naciente, que simboliza la libertad, y tres picos simbolizando la grandeza, la sabiduría y la nobleza del pueblo, así como, tres altiplanos paranaenses: el  Oriental o de Curitiba; el Central o de Campos Gerais (en español: Campos Generales); el Occidental o de Guarapuava.
Sirviendo como soporte para el escudo, están dos ramas verdes. A la derecha, un pino paraná y a la izquierda, una yerba mate.
En el escudo aparece como timbre la figura de un águila arpía (Harpia harpyja) que encontró condiciones en el estado para reproducirse naturalmente, estando hoy en peligro de extinción.

## Escudos históricos

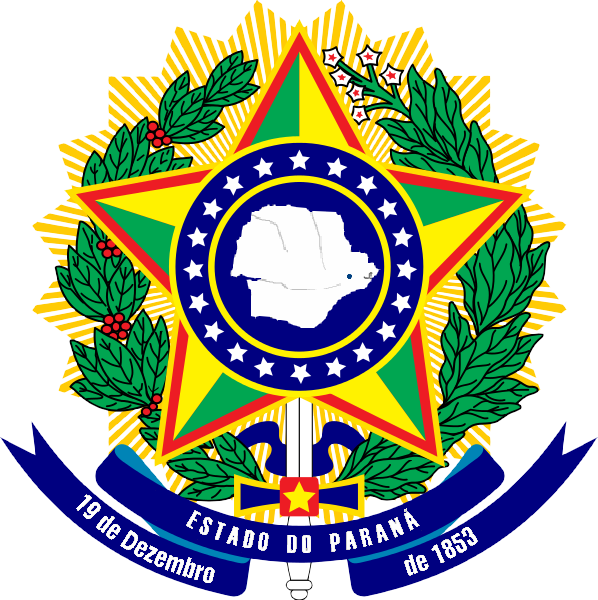
Escudo de armas de 1892
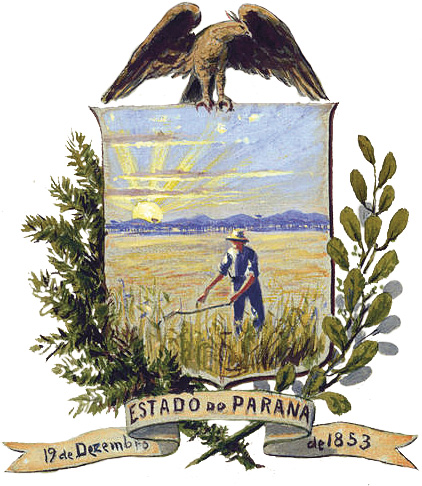
Escudo de armas de 1910
Escudo de armas de 1990

- Datos: Q15944834